# Aragonés de la ribera de Fiscal
El aragonés de la ribera de Fiscal es la variedad dialectal del aragonés hablada en los alrededores de Fiscal (en el Sobrarbe, provincia de Huesca, Aragón, España), perteneciente al bloque central. Es poco conocida, presenta características comunes con el bergotés y el del valle de Vio, pero está más castellanizado. En algunos de los lugares donde se hablaba ya no queda gente autóctona.

## Fonética
Alwin Kuhn documentó casos de conservación de sordas intervocálicas como amallatar, fillato y xarticar.

## Morfología
El artículo es o, os, a, as con las formas ro, ros, ra, ras después de vocal.  
Los participios en -ato, -ito han sido sustituitos por -au, -iu en tiempos recientes.
Utiliza la locución adverbial de tiempo occidental a ormino, que tiene en la ribera de Fiscal su presencia más oriental.